# Filipe Oliveira (cầu thủ bóng đá, sinh 1995)
Filipe Oliveira (sinh ngày 14 tháng 5 năm 1995), hay Filipe, là một cầu thủ bóng đá hiện tại thi đấu cho Đội tuyển bóng đá quốc gia Đông Timor.

## Sự nghiệp quốc tế
Filipe có màn ra mắt quốc tế trước Đội tuyển bóng đá quốc gia Mông Cổ ở Vòng loại giải vô địch bóng đá thế giới 2018 khu vực châu Á vào ngày 12 tháng 3 năm 2015.

## Danh hiệu

### Benfica
- LFA Super Taça Á quân: 2016[4][5]